# Scoliosi
La scoliosi è una complessa deformità strutturale della spina dorsale che si torce sui tre piani dello spazio; sul piano frontale si manifesta con un movimento di flessione laterale, sul piano sagittale con un'alterazione delle curve, il più spesso provocandone un'inversione (modifica della cifosi o della lordosi), sul piano assiale con un movimento di rotazione.
La curvatura sul piano frontale (radiografia in veduta postero-anteriore in posizione eretta sotto carico) è misurata con l’angolo tra la limitante somatica superiore e quella inferiore (angolo di Cobb, che rimane il gold standard di riferimento). Nelle linee guida internazionali si parla di scoliosi in caso di gradi Cobb maggiore di 10°
Di solito si presenta durante la crescita e peggiora sino alla maturazione ossea, con un picco a inizio pubertà, alle soglie dell’adolescenza. Purtroppo, se supera certi livelli (spesso oltre i 30°, quasi sempre oltre i 50°), l’evolutività non finisce con la crescita, anche se diviene molto lenta (0,5-1 grado all’anno): spesso ne consegue un incurvamento di lato e in avanti in età anziana.
La scoliosi non ha sintomi come normalmente intesi. Mentre in età adulta, scoliosi non curate, possono portare a dolore, deformità progressiva e a volte problemi cardiorespiratori, durante la crescita non si hanno sintomi evidenti, tanto che la patologia viene individuata spesso casualmente da un osservatore esterno o tramite uno screening con radiografia.

Studi recenti dimostrano l'importanza della diagnosi precoce e della gestione delle alterazioni delle curve fisiologiche della colonna vertebrale per prevenire complicanze a lungo termine.

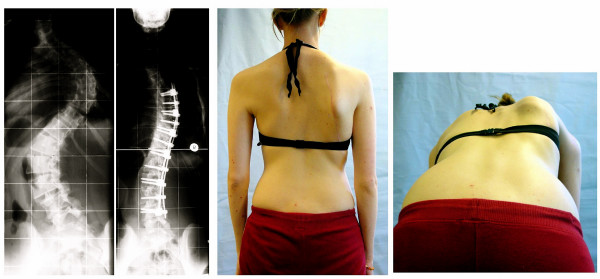
Differenze prima e dopo intervento chirurgico su grave forma di scoliosi.

## Epidemiologia
La prevalenza complessiva della scoliosi riportata in letteratura è variabile dallo 0,93% al 12% e sembra variabile a seconda della latitudine. Circa il 10% di questi casi riportati richiede un trattamento conservativo, mentre circa lo 0,1-0,3% richiede una correzione chirurgica. Il rapporto femmina-maschi varia: quando l’angolo Cobb è compreso tra 10° e 20° il rapporto sembra simile (1,3:1), aumenta a 5,4: 1 se l’angolo è compreso tra 20° e 30° e arriva fino a 7:1 per angoli superiori a 30°.

## Classificazioni
Generalmente si parla di “scoliosi idiopatica” (70-80%), cioè non è possibile determinare la causa della deformità.
Solo per pochi pazienti (20-30%) si può parlare di “scoliosi secondaria”, cioè causata da malformazioni congenite del rachide o del torace (ad esempio generata da difetti di formazione vertebrale o da fusione costale) o correlata a disordini neurologici o muscolari o iatrogene (ad esempio in seguito a toracotomia o laminectomia).
La scoliosi è talvolta associata ad altre condizioni, come la Sindrome di Ehlers-Danlos, sindrome di Charcot-Marie-Tooth, sindrome di Prader-Willi, osteogenesi imperfetta, cifosi, paralisi cerebrale infantile, atrofia muscolare spinale, distrofia muscolare, disautonomia familiare, sindrome di CHARGE, atassia di Friedreich, sindrome dell'X fragile, sindrome di Proteo, spina bifida, sindrome di Marfan, neurofibromatosi, connettivite indifferenziata, ernia diaframmatica congenita, disturbi dell'asse craniospinale (ad esempio, la siringomielia, sindrome da prolasso valvolare mitralico, malformazione di Arnold-Chiari), e sindrome di banda amniotica.
Probabilmente può essere considerata una patologia genetica multifattoriale complessa, in cui c’è spesso (e non sempre) una storia familiare positiva, ma non è completamente chiaro il modello di ereditarietà.
Vi sono diverse classificazioni a seconda dell’eziologia, della riducibilità della curva, dell’età della prima osservazione, dell’entità e della sede della curva.
A seconda della riducibilità della colonna si parla di scoliosi strutturata e non strutturata. L'atteggiamento scoliotico è una deviazione laterale del tutto riducibile in decubito supino: clinicamente senza gibbo, radiologicamente senza rotazione. La scoliosi strutturata invece presenta vertebre e dischi deformati e la curva laterale si associa ad una rotazione che si traduce in gibbo o in una salienza paravertebrale.
In base all’età della prima osservazione, possiamo distinguere in scoliosi infantile (fino a 3 anni), giovanile (fino alla pubertà), adolescenziale (fino alla completa maturità ossea) e dell’adulto. Prima è riscontrabile tale patologia, tanto peggiore è la prognosi di aggravamento.
A seconda dell’entità della curva possiamo distinguere in scoliosi lievi (<30°), moderate (30°-50°) e gravi (>50°).
La localizzazione della curva, invece, viene definita considerando le vertebre limitanti e le vertebre apicali. Ad esempio, si parla di una “curva cervico-dorsale” con apicale a livello D2 o superiore, oppure “curva dorsale” con vertebra limitante inferiore a livello di D12 o superiore, o ancora “curva dorso-lombare” con vertebra apicale D12-L1 e limitante inferiore lombare, oppure “curva lombare” con vertebra apicale L2 e limitante inferiore lombare.

## Cause
Come detto in precedenza, generalmente la scoliosi è idiopatica, cioè la causa di insorgenza è ignota, ma sembrerebbe esserci una causa multifattoriale. Inoltre, sembra esserci una componente epigenetica: sono stati individuati diversi geni, ma non vi è una correlazione certa. Il ruolo dei fattori genetici è enfatizzato e confermato dalla tendenza a presentarsi in determinate famiglie e i ricercatori suggeriscono un disturbo ereditario nella struttura e nella funzione dei recettori degli estrogeni. In uno studio, ad esempio, il gene CHD7 è stato associato a una forma idiopatica di scoliosi. In uno studio del 2006, tre polimorfismi di microsatelliti del gene MATN1 (responsabile della codifica della proteina Matrilin 1, cartilage matrix protein) costituiti, rispettivamente, da 103, 101, e 99 coppie di basi, sono stati messi in relazione alla scoliosi idiopatica.
A differenza del meccanismo eziologico ignoto, ci sono diversi studi per spiegare i possibili meccanismi patogenetici generanti la curvatura scoliotica. Alcuni derivano dagli studi di Ian Stokes, che ha individuato una causa biomeccanico-mediata nella progressione della scoliosi durante la crescita adolescenziale. Egli descrive come i carichi asimmetrici su ogni vertebra instaurano un vero e proprio circolo vizioso: la curvatura laterale della colonna produce un carico asimmetrico sulla colonna vertebrale immatura, che a sua volta provoca la crescita asimmetrica e quindi la deformità a cuneo progressiva. Sia il disco che i piatti vertebrali sembrano contribuire all’evoluzione della scoliosi, ma i loro relativi contributi non sono ancora ben definiti. Inoltre, dagli studi di Stokes è emerso che la crescita vertebrale asimmetrica sembra dipendere anche dalla strategia di attivazione neuromuscolare. Questa scoperta suggerisce che ogni individuo può adottare diverse strategie e determinare diversi carichi sulla colonna vertebrale e questo potrebbe spiegare perché alcune persone sviluppano scoliosi più progressive rispetto ad altre. Questo offre anche interessanti spunti per quanto riguarda il trattamento della scoliosi.
Secondo Royo et al., la scoliosi idiopatica è una delle possibili conseguenze di una trazione anomala del legamento del Filum Terminale. Il Filum Terminale si estende dalla parte finale del midollo spinale fino al coccige, e in alcune persone, per un’anomalia congenita, provoca una trazione su tutto il sistema nervoso, manifestandosi sotto forma di malattie del midollo spinale, del cranio e della colonna vertebrale, che sono espressioni della Malattia del Filum. Nel caso della scoliosi, causa la deformazione della colonna vertebrale.
Anche per quanto riguarda la storia naturale, mancano ancora conoscenze veramente esaustive, anche se negli ultimi anni sono state pubblicate diverse metanalisi. Riferendosi alla scoliosi adolescenziale si può affermare comunque che per curve inferiori a 30° a fine maturazione ossea non si prevede peggioramento in età adulta. In letteratura gli autori sembrano essere concordi sul fatto che più le curve superano i 40°-50° e maggiore sarà la probabilità di problemi di salute nella vita adulta, ridotta qualità di vita, maggiore deformità estetica e disabilità visibile, nonché dolore e limitazioni funzionali progressive. La funzionalità cardiopolmonare non sembra essere compromessa, se non in curve toraciche alte >80° associate ad ipocifosi. L’incidenza di mal di schiena in età adulta sembra sovrapponibile alla popolazione generale, l’intensità del dolore non correla con l’entità della curva, mentre le curve dorso-lombari sembrano maggiormente correlate al dolore. Le curve lievi e moderate non peggiorano in gravidanza, non vi sono differenze nel modo di partorire (naturale o cesareo) e nelle complicanze possibili.

## Segni e sintomi
Come detto in precedenza la scoliosi porta a cambiamenti estetici e posturali che si possono rendere più o meno visibili a seconda della gravità della situazione. Ad esempio si possono notare fianchi irregolari, spalle posizionate ad altezza differente, una scapola più prominente dell’altra, costole posizionate ad altezze differenti o prominenti, oppure un corpo inclinato verso un lato.
Caratteristica peculiare della scoliosi è il "gibbo", cioè una sporgenza evidenziabile facendo flettere in avanti con il tronco il paziente, conseguenza della rotazione vertebrale. Questo è definito il "test di Adams", trovando localizzazione e misurando in gradi il dislivello tra i due lati utilizzando un inclinometro (scoliometro). La positività di tale test è patognomonica di scoliosi e questo strumento è dotato di una sensibilità stimata intorno al 100% e la sua specificità intorno al 47% se si sceglie una misurazione di 5°. Una misurazione di 7° ha invece una sensibilità dell’83%, ma una specificità dell’86%. Con il paziente facendo il test se emerge un gibbo uguale o superiore a 7° è opportuno inviare a una visita specialistica con un eventuale approfondimento radiografico per confermare la diagnosi. Se è uguale o superiore a 3° è necessario ricontrollare il paziente a 6 mesi, per vedere se persistono eventuali asimmetrie di scapole, spalle, emitorace o fianchi.
Questi cambiamenti estetici possono portare a modifiche nella qualità di vita e nel benessere psicologico della persona.
Riassumendo segni e sintomi:
- Estetica
- Qualità della vita
- Disabilità
- Mal di schiena
- Benessere psicologico
- Progressione
- Funzionalità respiratoria
- Dati clinici e radiografici
- Necessità di ulteriori trattamenti nella vita adulta
- Risultati correlati a postura, equilibrio, movimento
- Risultato cognitivo

## Diagnosi

Misurazione dell'angolo di Cobb.

Ad oggi sembra esserci un accordo sull’importanza di identificare precocemente l’anormalità per poter offrire cure adeguate, senza danneggiare fisicamente e psicologicamente l’individuo, arrivando ad un miglior successo nel trattamento conservativo.
Quindi è importante osservare eventuali asimmetrie fisiche e la presenza del gibbo con il test di Adams descritto precedentemente (screening spesso effettuati sui ragazzi tra i 10 e i 12 anni).
Quando si sospetta scoliosi, oltre alla valutazione clinica, vengono effettuate delle radiografie, in carico (cioè in piedi), complete della colonna (cioè dal tratto cervicale al sacro e non solo di una parte di schiena), sia sul piano antero-posteriore che latero- laterale. I raggi X sono solitamente utilizzati per valutare le curve di scoliosi, la cifosi e la lordosi, in quanto queste ultime possono essere alterate nei soggetti con scoliosi. La radiografia, su tutta la lunghezza della colonna vertebrale in piedi, è il metodo standard per la valutazione della gravità e della progressione della patologia. Nei soggetti in crescita, si possono eseguire una serie di radiografie in intervalli che vanno dai tre ai 12 mesi, per seguire la progressione della curva, e in alcuni casi, si può completare l'indagine con una risonanza magnetica per valutare il midollo spinale.
Il metodo standard per misurare quantitativamente dalla radiografia la curvatura è la misura dell'angolo di Cobb, in cui occorre individuare tre vertebre chiave per ogni curva:
-   le limitanti superiori e inferiori che sono le vertebre con maggiore inclinazione sul piano frontale
-   l’apicale interposta, che è la vertebra meno inclinata sul piano frontale e la più ruotata sul piano orizzontale.
Poi viene misurato l’angolo tracciato tra le due rette tangenti alle limitanti superiore e inferiore. Nella misurazione dell’angolo di Cobb è stata rilevata una variabilità intra-esaminatore ed inter-esaminatore rispettivamente di 3-5° e 6-7°.
Per i pazienti con due curve, gli angoli di Cobb sono calcolati per entrambe le curve.
Il segno di Risser è un ulteriore parametro radiografico di valutazione, utile a dare un'indicazione sullo stato di crescita del paziente. Esso si basa sulla valutazione della comparsa e dello sviluppo del nucleo di ossificazione della cresta iliaca. La “copertura” delle creste iliache si può distinguere in fase 0 = non è presente il nucleo di ossificazione, 1 = copertura da 0 al 25% della cresta iliaca solitamente in senso latero-mediale, 2= copertura dal 25 al 50% della cresta iliaca, 3= copertura dal 50 al 75% della cresta iliaca, 3/4= copertura dal 75 al 100% della cresta iliaca, 4= iniziale fusione del nucleo di ossificazione, solitamente in senso medio-laterale e 5= fusione completa.
Dal 2014 in letteratura si raccomanda l’ulteriore valutazione della fusione della cartilagine della triradiata, che è stato visto come importante segno prognostico. Quindi sono stati aggiunti i valori 0- dove la cartilagine triradiata non è ossificata e 0+ quando è ossificata. In letteratura si evidenzia anche che l’arrivo del menarca non può essere considerato come indice per determinare la maturità scheletrica.
Per quanto riguarda la correlazione tra velocità di crescita e grado Risser, ci sono forti evidenze che esiste un forte rischio di progressione nei pazienti che passano da Risser 0 a 1. Lo scatto di crescita durante la pubertà comporta un’accelerata crescita longitudinale degli arti, la quale provoca una sproporzione temporanea del corpo (arti lunghi e tronco corto). Successivamente, la crescita longitudinale avviene anche nello scheletro assiale ed è il periodo di maggiore progressione della scoliosi idiopatica. Dopo il completamento della crescita vertebrale, il potenziale di progressione della scoliosi idiopatica è molto più basso.

## Trattamento
La ricerca scientifica ha dimostrato che in una malattia muscolo-scheletrica come la scoliosi tutti i trattamenti (dai corsetti alla chirurgia) possono causare una disabilità psicologica, fisica e funzionale (transitoria nel caso del corsetto e permanente nel caso della chirurgia). Un buon approccio conservativo basato sull'uso di esercizi specifici cerca quindi di compensare o, se possibile, prevenire un simile danno secondario e mira a prevenire la progressione della scoliosi e il conseguente uso del corsetto.
Come diceva Sibilla “le scoliosi andrebbero trattate un gradino per volta, ma il problema è cominciare con il gradino giusto”. In questa ipotetica scala, se il disallineamento della colonna è molto lieve, l'inizio del trattamento può prevedere la sola osservazione, cioè una valutazione clinica regolare che non richiede il ricorso alle radiografie. La programmazione di questo follow up può variare tra i 2-3 a 36-60 mesi a seconda della situazione clinica specifica.
Se la scoliosi è lieve (in genere sotto i 20°) vengono proposti gli esercizi fisioterapici specifici, che, se non sufficienti, verranno affiancati all'uso del corsetto (di diversa tipologia e con diverso dosaggio, a seconda della gravità della situazione), con l'obiettivo finale di evitare l'intervento chirurgico.
Una caratteristica comune di tutti i trattamenti conservativi è la necessità di coinvolgere attivamente il ragazzo e la sua famiglia. Quindi per poter ottenere il migliore risultato possibile, il trattamento dovrebbe essere gestito in team includendo un medico esperto, un fisioterapista,un chinesiologo, un tecnico ortopedico e possibilmente uno psicologo.
Il trattamento neurochirurgico per eliminare la causa eziopatogenica della scoliosi idiopatica, la Malattia del Filum, consiste nella Sezione del Filum terminale. Quest’intervento chirurgico si può realizzare tramite un procedimento mini-invasivo finalizzato alla liberazione di questa struttura fibrosa, il filum terminale, direttamente al di sopra della sua inserzione coccigea. È stato riscontrato che la riabilitazione può essere più efficace dopo quest'intervento che senza la sua applicazione precedente alla fisoterapia.

### Esercizi fisioterapici specifici per la scoliosi
La letteratura scientifica è concorde nel dire che gli esercizi devono basarsi sull'autocorrezione tridimensionale della colonna, allenando le attività di vita quotidiana, stabilizzando la postura corretta ed educando il paziente. Approcci scientifici di cui possiamo trovare pubblicazioni indicizzate sull'efficacia degli esercizi sono Dobomed e FITS dalla Polonia, Schroth tedesco, BSPTS spagnolo e SEAS italiano.

#### Approccio SEAS
SEAS è un acronimo che significa “Approccio Scientifico con Esercizi per Scoliosi” ed è nato negli anni '80, pur provenendo da una storia risalente alla scuola lionese degli anni ‘60. Non è un classico “metodo” ma un approccio di trattamento basato su esercizi specifici ad impronta decisamente cognitivo comportamentale e impianto multidisciplinare, che coinvolge in maniera indiretta tutte le figure professionali coinvolte nel team che prende in carico il paziente.
Gli esercizi non sono stati predefiniti secondo un impianto rigido e collegati a una classificazione, ma sono in continua evoluzione grazie alle conoscenze e alle evidenze scientifiche che ISICO costruisce attraverso la ricerca.
Dal punto di vista biomeccanico questo tipo di trattamento cerca di contrapporsi al “circolo vizioso” descritto da Stokes favorendo una crescita meno patologica delle vertebre interessate.
Gli esercizi SEAS si basano sul concetto dell'Autocorrezione, cioè una correzione attiva eseguita del paziente nei tre piani dello spazio (attraverso movimenti di traslazione sul piano frontale, di derotazione sul piano traverso e di ricostruzione del piano sagittale).
Così come gli esercizi, anche l'autocorrezione non segue uno schema standard di scelta di direzioni e di sequenze, ma viene tagliata sul singolo paziente, basandosi sulle effettive necessità e sull'abilità di esecuzione. 
L'autocorrezione viene costruita dopo un'attenta valutazione radiografica, clinica e delle qualità neuromotorie del paziente.
Considerata la sua naturale difficoltà di esecuzione all'esordio del trattamento, l'autocorrezione viene tipicamente insegnata nella sua versione più semplificata e poi progressivamente resa più complessa e coerente con i disallineamenti vertebrali causati dalla scoliosi.
È intuitivo immaginare che l'autocorrezione potrà avere il massimo dell'efficacia solo attraverso una modificazione lenta e costantemente volta alla sua applicazione integrata con le attività della vita quotidiana.
Il paziente dovrà eseguire l'autocorrezione attivamente, senza aiuti esterni e dovrà riuscire a mantenerla anche in situazioni “distraenti” e sempre più complesse. Questo, permette di superare il concetto di “ginnastica correttiva” ed orientare alla realizzazione di una vera e propria “rieducazione neuromotoria” mirata al rinforzo della stabilità vertebrale.
Gli esercizi rappresentano lo strumento che verrà utilizzato per aumentare, progressivamente, la capacità del paziente di conservare l'autocorrezione.
Cambieranno regolarmente e verranno adattati rispetto alle esigenze individuali, in modo tale da fare un lavoro progressivamente più complesso, annoiando il meno possibile il ragazzo, grazie alla loro estrema variabilità.
Nel SEAS viene data grande importanza anche all'aspetto psicologico e vengono previsti regolari momenti di counseling familiare per tranquillizzare il paziente e i familiari, rinforzare la compliance e chiarire ogni dubbio che può insorgere nel corso di un trattamento così lungo e difficile.
L'approccio cognitivo- comportamentale, allargato alla famiglia, è uno dei principi di base del SEAS, proprio perché l'intero nucleo familiare deve avere piena coscienza che tutto il team sta lavorando per ottenere il miglior risultato possibile.
Come anticipato, nei pazienti con scoliosi minori, il primo obiettivo è quello di cercare di evitare il corsetto. Nei casi un po' più gravi, che necessitano l'uso dell'ortesi, gli esercizi non possono sostituirsi ad esso, ma devono lavorare in sinergia.
Sarà proprio l'associazione dei due trattamenti che eviterà gli effetti dannosi del corsetto e che permetterà di aumentarne l'efficacia e di mantenere la stabilità del rachide.
Gli obiettivi specifici del trattamento si definiscono a seconda della fase di trattamento in cui ci si trova. All'inizio, quando le ore di corsetto sono tante, è consigliato inserire nel programma anche degli esercizi mobilizzanti da effettuare senza corsetto, mirati a migliorare la mobilità della curva verso la correzione. In tal modo si facilita l'intervento correttivo del corsetto e si sfruttano al massimo le spinte correttive inserite all'interno. Pian piano, quando le ore iniziano a diminuire, è fondamentale che il ragazzo impari a correggere attivamente le sue curve e che venga inserita l'autocorrezione anche nei gesti più quotidiani, come, ad esempio camminando, scrivendo, leggendo un libro, saltando... Quindi, la scelta degli esercizi con o senza corsetto dipende dalla fase della terapia, dalla capacità del ragazzo di autocorreggersi e dalla rigidità della colonna vertebrale. Alla diminuzione delle ore di indossamento, gli esercizi diventano sempre più importanti, per consolidare la correzione attiva, garantire il sostegno della colonna e il mantenimento del risultato raggiunto.

### Corsetti e busti
La scelta dei corsetti va sempre adeguata in base alla localizzazione della curva, alla gravità della situazione, alle esigenze individuali del paziente ed essi devono essere costruiti da un tecnico ortopedico esperto in questo ambito lavorando in stretta collaborazione con un medico esperto in patologie vertebrali.
La tipologia da scegliere, le ore di indossamento e la durata della terapia vanno scelte in base alla situazione e agli obiettivi della terapia e all'uso del corsetto vanno sempre affiancati gli esercizi fisioterapici specifici.
Nelle ultime ricerche scientifiche è stato visto che è consigliabile proporre al paziente l'utilizzo di un sensore che rileva l'effettivo utilizzo del corsetto, perché è stato verificato che il rapporto fra medico e il paziente si rinforza poiché le scelte terapeutiche si basano su dati reali e quindi i dati ottenuti dal sensore possono essere utilizzati per facilitare l’uso del corsetto. Esso permette di ottimizzare le terapie non il controllo del paziente visto che è inserito nel corsetto con il consenso stesso del paziente, non a sua insaputa. Il dato più sorprendente emerso fino ad ora è che proprio i pazienti che hanno il maggior numero di ore di prescrizione sono i più ligi. Inoltre esso aiuta i medici ad essere più precisi nel prendere le migliori decisioni cliniche e avere una valutazione certa e affidabile della compliance dei propri pazienti consente di capire, con la massima correttezza, la reale efficacia dei corsetti.
Tra i corsetti più usati troviamo il gesso Risser, il Lionese, lo Sforzesco per le curve più importanti o rigide; nei casi più lievi si possono usare i corsetti Sibilla-Chêneau, il Lapadula.

#### Corsetto Sforzesco

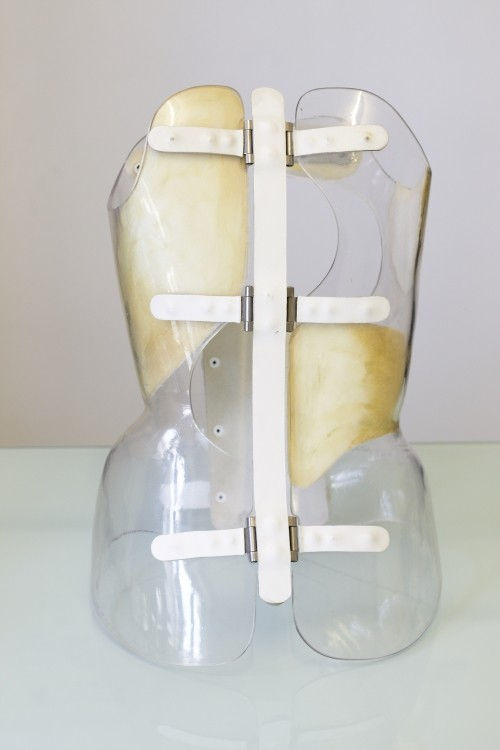
Corsetto sforzesco

Il corsetto Sforzesco è stato sviluppato nel 2004 dal dottor Negrini in collaborazione con il tecnico ortopedico Marchini, con l'obiettivo di trovare uno strumento correttivo per la scoliosi che permettesse di evitare l'uso del gesso. Il problema principale del gesso è che risulta più invasivo e meno tollerato dai ragazzi rispetto al corsetto. I risultati pubblicati successivamente in letteratura confermano che l'efficacia del corsetto Sforzesco sia paragonabile a quella del gesso, e superiore al corsetto Lyonese. Il corsetto Sforzesco si basa su un nuovo concetto chiamato SPoRT, acronimo inglese che sta per simmetrico, tollerabile, rigido, tridimensionale e attivo. se le spinte laterali.del.busto sono sbagliate si verifica un aggravamento della scoliosi.
Simmetrico, in quanto dall'esterno il corsetto è quasi perfettamente simmetrico per ottenere una bassa visibilità e il teorico buon aspetto corporeo. In contrapposizione alla simmetria estetica, al suo interno il corsetto agisce in maniera asimmetrica puntando a una correzione tridimensionale della deformità.
Tollerabile, in quanto meno fastidioso, il corsetto essendo molto aderente si muove con il paziente, inoltre i movimenti delle braccia e delle gambe sono liberi. La sua invisibilità lo rende oltre che tollerato anche apprezzato dai pazienti. Questa tollerabilità, implica che i pazienti avranno meno difficoltà nell'indossarlo e quindi accetteranno più facilmente una terapia già di per sé impegnativa. Grazie all'uso di un sensore di temperatura (Thermobrace) è stato possibile riscontrare un'elevata adesione al trattamento da parte dei pazienti che indossavano il corsetto Sforzesco: risultati decisamente migliori rispetto a gran parte di quelli riportati in letteratura. Se seguiti da un team esperto e con gli strumenti efficaci, i ragazzi portano il corsetto e una migliore compliance al trattamento genera di conseguenza, una maggiore efficacia terapeutica.
Rigido, per il materiale scelto e per il fatto che le due valve sono fortemente connesse mediante una barra di alluminio. L'elevata rigidità permette una maggiore efficacia di spinta rispetto agli altri corsetti. I risultati oggi disponibili in letteratura dimostrano che il corsetto Sforzesco è efficace quanto il gesso di Risser e che è più efficace del corsetto Lionese dopo 6 mesi di trattamento.
Tridimensionalità, in quanto questo tipo di corsetto ha un'azione correttiva tridimensionale sul rachide; dal punto di vista tecnico si tratta di un'azione di spinta dal basso verso l'alto nei tre piani dello spazio, raggiunta mediante la costruzione dell'involucro, la collocazione delle spinte (che sono sollevanti e non a tre punti come negli altri corsetti), e la presenza dei driver (concetto introdotto per la prima volta con questo corsetto): il tutto consente il giusto orientamento delle forze correttive in un equilibrio complessivo, che consenta la miglior correzione nei tre piani dello spazio, senza la prevalenza di un piano rispetto all'altro. Altro concetto essenziale di questo corsetto è che per avere l'azione sollevante agisce sulle pendenze (anche questo un concetto introdotto per la prima volta con questo corsetto) e non sulle curve.
Attivo, in quanto il corsetto permette una totale libertà nei movimenti per tutti e quattro gli arti e non impedisce alcun'attività della vita quotidiana, ovviamente con l'esclusione della flesso-estensione della colonna, dei piegamenti laterali e delle rotazioni. Esclusi i primi giorni di adattamento, in seguito i pazienti sono in grado di fare qualsiasi attività, anche sportiva (a tal proposito si consiglia di guardare la pagina internet del * Concorsetto, un concorso organizzato da * ISICO per i ragazzi che usano il corsetto, con moltissimi pazienti che indossano lo Sforzesco e che riescono a fare le più disparate attività in totale libertà). In ogni momento in cui il paziente cercherà di muoversi scorrettamente, egli riceverà comunque una spinta uguale e contraria in senso opposto, che sarà quindi correttiva.

#### Corsetto Milwaukee
Il corsetto Milwaukee è caratterizzato da una presa di bacino in polietilene, "pelotte" di compressione che esercitano delle spinte sui gibbi, aste verticali in lega leggera e collare. È indicato per la scoliosi toracica, toraco lombare, a doppia curva e per il dorso curvo, sempre per curve comprese tra i 20 e 40 gradi Cobb. È un busto compressivo che non deforma la gabbia toracica, ma limita un poco la funzione respiratoria. Inoltre, il collarino rende questo corsetto dinamico; infatti, esso induce il paziente ad allontanare il capo dal collare. Il risultato è il rafforzamento della muscolatura del tronco. Le indicazioni sono riconducibili fondamentalmente a curve cervicodorsali e nella prima infanzia
In altri casi è preferibile ricorrere ad altre ortesi in quanto quest'ultimo per la presenza del collare, e quindi per la mancata occultabilità, è mal tollerato psicologicamente.
Inoltre gli elementi dinamici (spinte) aggiungibili sulla struttura di base, non garantiscono un buon modellamento dei gibbi.
La durata del trattamento deve essere posologicamente commisurata al grado di deformità, nel senso che deve essere sufficientemente protratta nel tempo cioè fino a maturità scheletrica, ed erogata quotidianamente per un sufficiente numero d'ore: dalle 23 ore su 24, alle 8 ore su 24 in fase di divezzamento dall'ortesi, con verifiche oggettive della stabilità della/e curva/e. Altro modello di Milwaukee è il modello ribassato, usato nella scoliosi toracica semplice bassa – apice T9 – e nella scoliosi toraco-lombare. Identico al precedente busto, per l'eliminazione dell'anello cervicale si rende più accettato dal paziente perché più facilmente occultabile.

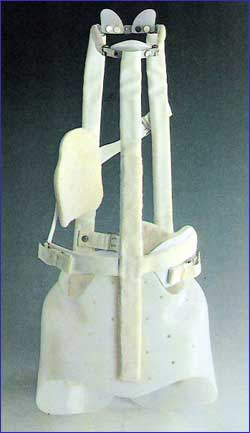
Busto Milwuakee per scoliosi visto anteriormente, con pelotta laterale di spinta

http://www.ortopediagrupposanitas.com/polopoly_fs/1.14508754.1381486096!/httpImage/img.JPG_gen/derivatives/landscape_490/img.JPG Archiviato il 10 febbraio 2015 in Internet Archive.

#### Corsetto Boston
Il Boston può essere considerato come uno sviluppo del tutore Milwaukee. Presenta infatti le stesse indicazioni ma è privo di collare.
http://www.officineortopedichemilano.it/upload/foto/816429.jpg
Corsetto P.A.S.B. (progressive action short brace)
È un nuovo corsetto ortopedico per la cura della scoliosi della colonna, ideato dal Prof Lorenzo Aulisa nel 1976 che ha la particolarità di essere modellato in modo da lasciare liberi quei movimenti del tronco che agiscono in modo correttivo sulla colonna questo ha suscitato negli ultimi anni un notevole interesse fra gli specialisti per i vantaggi che offre rispetto a quelli tradizionali.
Il  "P.A.S.B." (progressive action short brace, in italiano: corsetto corto ad azione progressiva), è adatto per il trattamento delle scoliosi "basse" (quelle che interessano le vertebre dorso-lombari o lombari) ed è costruito con una geometria asimmetrica tale da consentire ogni movimento del tronco che sia utile alla correzione della curva, ostacolando tutti gli altri".
Questo corsetto, in pratica, corregge la curva non soltanto sfruttando le forze esterne (proprie del corsetto), ma anche quelle interne, prodotte dai movimenti consentiti.
http://www.scoliosisjournal.com/content/7/1/6

#### Corsetto Lapadula
Il modello Lapadula (messo a punto dal Dott. Ettore Lapadula negli anni sessanta del secolo scorso) un corsetto monovalva basso realizzato in polietilene, che avvolge il tronco dalla linea sottomammaria all'inguine e posteriormente da D5 sino ai glutei.
http://www.ortopediacoam.it/images/LAPADULA3.jpg
Trova indicazione nelle curve lombari, nelle curve dorsolombari e fino a 30° Cobb, con buona riducibilità della curva
La chiusura è anteriore mediana, può essere sormontato da un telaio metallico all'altezza del manubrio sternale, che evita la fuga anteriore del tronco. La spinta è realizzata con cuscinetti di plastazote opportunamente sagomati e posizionati sul tronco del paziente.
Questo corsetto in Altuglass, con lamine dello spessore di almeno 4 mm, rappresenta l'ideale prosecuzione della cura dopo corsetti inamovibili tipo Risser, ma può essere utilizzato da solo all'esordio in curve scoliotiche fino a 35° Cobb, in curve estese cranialmente fino a D4, con gibbosità fino a 20 mm

#### Corsetto Lionese
Il modello Lionese consta di una presa di bacino a due valve laterali e da due ascellari, incernierati posteriormente ad un montante metallico longitudinale mediano e solidarizzati anteriormente da un montante analogo con uno scudetto imbottito davanti al manubrio sternale, all'estremità superiore.
Al " telaio" sono aggiunte le spinte incernierate posteriormente e raccordate con outrigger che segue l'inclinazione costale che consente una modulabilità della spinta stessa.
Tale corsetto è di difficile costruzione e va realizzato da tecnici esperti. Richiede, inoltre, un adattamento antropometrico ottimale.

#### Corsetto Riviera
Il Riviera è usato per il trattamento incruento della scoliosi lombare e della scoliosi toraco-lombare con vertebra apicale su T12.
Le forze correttive di questo semplice tutore agiscono in tre punti:
1° punto = la pelota sull'apice del gibbo
2° punto = la presa pelvica
3° punto = il supporto sottoascellare dal lato opposto
I principi meccanici si ispirano a quelli del busto MW, fornendo un'azione correttiva sia passiva che attiva. Il dettaglio particolarmente importante è il modellamento del montante laterale dal lato opposto alla pelotta laterale, in modo da consentire la traslazione del tronco indotta dalla pelotta stessa con la sua pressione. Un'eventuale pelotta toracica previene un possibile aggravamento della curva di compenso toracica a volte favorito dalle forze che agiscono sulla curva principale.
Non essendovi ampie zone di contatto rigido con il torace il busto non è causa di – deformità toraciche – verticalizzazione di coste – diminuzione della capacità respiratoria.
Di facile occultabilità, non determina danno estetico ed è quindi facilmente accettato dai pazienti e familiari.

#### Corsetto Cheneau
Il modello Cheneau è un corsetto monovalva in polietilene che si differenzia dal precedente perché è più alto, arriva, infatti, fino a D4 e le parti ascellari si prolungano anteriormente e sono raccordate da un tirante modulare. L'ortesi è utilizzata anche per l'immobilizzazione di pazienti che hanno subito fratture e interventi chirurgici. Non presenta parti metalliche, eccetto, eventualmente, una staffa di fissaggio anteriore e i punzoni per il fissaggio delle cinghie di regolazione.
Esso trova indicazione:
- Curve dorsali e lombari, pure o doppie
- Curve dorsolombari
- Fino a 50° Cobb
- Controllo dei gibbi dorsali fino a 5 mm

La strutturazione più alta consente il controllo di una curva dorsale, purché abbia caratteristiche di buona riducibilità.

#### Corsetti inamovibili
Il corsetto gessato proposto da Risser sin dagli anni trenta è utile in particolare per vincere la resistenza opposta da curve rigide, con raggio di curvatura relativamente breve e sensibile componente di rotazione. Il paziente viene posto su di un particolare "letto" in posizione supina e ad anche flesse. Concetto fondamentale della correzione è quello di agire con spinte che facendo fulcro sull'apice della curva agiscano in deflessione, provocando una correzione della rotazione della deviazione laterale. Il corsetto gessato nel suo schema classico viene confezionato in due parti distinte che vengono poi riunite per riportare il rachide a una situazione di rettilineità.

##### Corsetto modello E.D.F.
Per quanto riguarda il modello E.D.F, terminato il periodo di preparazione della durata di una decina di giorni si confeziona il corsetto gessato secondo la tecnica di Cotrel che permette una triplice azione di elongazione, derotazione e deflessione laterale (E.D.F.). Il paziente viene posto sul lettino con il bacino fissato da fasce di tela che s'incrociano sopra le creste iliache ed in trazione al capo per mezzo di una mentoniera. L'elongazione viene controllata da un dinamometro con valori di trazione corrispondenti ad 1/3 del peso corporeo. Si confeziona il corsetto gessato e prima che faccia presa si applicano le bende di derotazione e la benda di fissazione scapolare a tre capi.
Quando il gesso è asciutto viene ampiamente fenestrato anteriormente, lasciando una spinta sulla gibbosità costale anteriore e posteriormente a livello della concavità della curva dorsale per permettere l'espansione della parte depressa del torace. Man mano che si forma uno spazio libero tra spinta gessata e parete toracica della parte della convessità della curva si aggiungono feltri per ridurre gradualmente la gibbosità. Le spalle vengono tagliate asimmetricamente per permettere la retroposizione dal lato convesso e l'anteposizione dal lato concavo. Vengono confezionati 2-3 corsetti gessati per un periodo totale di sei-otto mesi.

##### Corsetto Spinecor
Un particolare attenzione è da dedicare al moderno tipo di corsetto amovibile chiamato Spinecor, nato nel '93 in Canada, presso il St. Justine Hospital di Montréal, a seguito di una ricerca sull'eziopatogenesi della scoliosi. È utilizzato in maniera selettiva nelle scoliosi adolescenziali per curve lievi tra i 20° e i 30° e fino a 35° e per ritardare, nelle scoliosi giovanili, l'indossamento del corsetto rigido ma al tempo stesso fornire già una terapia efficace.
Lo Spinecor è un corsetto dinamico basato sul principio del Movimento Correttivo Spinecor che viene insegnato e mantenuto nel tempo attraverso una specifica fasciatura elastica.
Rispetto agli esercizi il Sistema SpineCor ha una maggiore efficacia terapeutica (migliori risultati) e di risparmio di tempo (gli esercizi vanno comunque effettuati, ma con minor frequenza), uno svantaggio in termini di invasività e di costo iniziale.
Rispetto al corsetto rigido il Sistema SpineCor è praticamente invisibile (una maglietta sotto i vestiti...) e consente tutti i movimenti del tronco; inoltre, richiede esercizi compensativi meno assidui perché ha un impatto negativo minore a livello fisico (nonché, ovviamente, psicologico); lo svantaggio è la minore efficacia complessiva e il fatto che il follow-up richiede un controllo più ravvicinato e assiduo e un maggior numero di radiografie.
Lo svantaggio in termini assoluti rispetto ai corsetti tradizionali, è che, come per gli apparecchi ortodontici e gli occhiali da vista, non esiste al momento la possibilità di avere un rimborso da parte del Sistema Sanitario Nazionale né risulta mutuabile, nonostante sia anch'esso rivolto a pazienti minorenni, come avviene per gli altri corsetti tradizionali; essendo una prestazione sanitaria, il costo può comunque essere dedotto dalla dichiarazione dei redditi.
La prescrizione del sistema Spinecor deve essere effettuata da un medico specialista. La sua collocazione terapeutica si pone tra la prescrizione di soli esercizi e la prescrizione di un corsetto rigido. Di conseguenza, è appropriato in particolare per questi gruppi di pazienti affetti da scoliosi:
- ragazzi in peggioramento nonostante il trattamento con esercizi, ma non ancora così gravi da richiedere un corsetto rigido;
- ragazzi che richiederebbero un corsetto rigido a tempo parziale, ma in cui è ancora possibile cercare un miglioramento con un trattamento meno invasivo;
- ragazzi che rifiutano assolutamente il trattamento con esercizi o con corsetto rigido (in questo caso però i risultati ottenuti con il Sistema SpineCor sono meno affidabili);

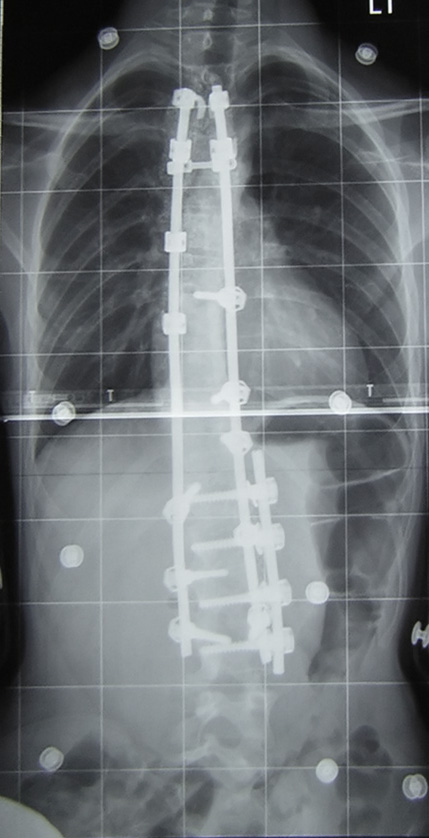
Scoliosi operata

- bambini piccoli.

### Trattamento chirurgico
Da alcuni la chirurgia viene indicata nei casi in cui gli altri rimedi non abbiano portato a miglioramenti e soltanto quando la curva scoliotica raggiunga i 45-50°. Ad alcuni adolescenti viene proposto l'intervento dopo aver indossato corsetti in gesso ed in plastica per più di sei anni.
L'intervento viene effettuato prima dei diciotto anni d'età e consiste in un innesto nella zona bersaglio di tessuto osseo, autoplastico endogeno o esogeno (banca dell'osso), per correggere il tratto anormale e portare alla maturazione della artrodesi.
Se l'intervento viene effettuato prima dei diciotto anni d'età significa che il consenso viene dato dai genitori e non dal soggetto interessato che raggiunta l'età adulta potrebbe rammaricarsi dell'evento. Dopo l'intervento si può ottenere un incremento notevole della statura, più il soggetto è alto più consistente sarà l'aumento, post-operatorio, di cm dovuto al recupero della deviazione della colonna vertebrale. Il dolore post-operatorio è elevato ma parzialmente controllabile.
Esiste un trattamento neurochirurgico eziologico, la Sezione del Filum terminale, che elimina la causa e arresta o riduce l’evoluzione ulteriore della curvatura scoliotica. Tutto ciò è indicato nei casi di scoliosi idiopatica in cui si conferma, con un esame completo di Risonanza Magnetica della colonna, che la patologia è dovuta alla forza di trazione anomala provocata dal legamento del Filum terminale, quando questo è eccessivamente teso (nella maggior parte dei casi per motivi congeniti). Il trattamento di Sezione del Filum terminale nella Scoliosi Idiopatica si applica anche qualora non associata a Sindrome d’Arnold Chiari I e/o Siringomielia: arresta l’avanzare della scoliosi quando ancora non vi influisce anche la forza di gravità (sotto i 40-50 gradi di curvatura), e previene alcuni rischi e complicazioni della fissazione vertebrale quando la scoliosi è già superiore a 50 gradi ed è necessario stabilizzare la colonna successivamente.

## Prognosi
Uno studio basato su un follow-up di 50 anni e pubblicato sul Journal of American Medical Association nel 2003, ha affermato che la salute fisica, incluse le funzioni cardiopolmonari e neurologiche e mentali dei pazienti con scoliosi idiopatica non trattata sono paragonabili a quelli della popolazione generale. La scoliosi che interferisce con le normali funzioni sistemiche è "rara".
I pazienti che presentano scoliosi, e non sottoposti a trattamenti, hanno tassi di mortalità simili agli individui con colonna vertebrale normale, e, inoltre, si sono dimostrati in grado di condurre una vita normale fino a 50 anni dopo la diagnosi iniziale. In un precedente follow-up seguito dall'Università dello Iowa, il 91 per cento dei pazienti con scoliosi idiopatica possedeva una normale funzione polmonare e la loro aspettativa di vita era del 2% superiore a quella della popolazione in generale.

### Scoliosi in età adulta[57]
Quando la terapia per la scoliosi termina il medico fa due raccomandazioni: attività fisica regolare e visite mediche di controllo con cadenze definite in base all’entità della scoliosi.
La scoliosi in età adulta non impedisce di condurre una vita normale: questo però non significa dimenticare di avere una patologia. La scoliosi in età adulta può rimanere perfettamente stabile e non provocare nessun problema, tuttavia, a fronte di una scoliosi importante, vanno fatti controlli ogni 1-2 anni e radiografie ogni 4-5 anni (sempre in accordo con il medico specialista). Monitorare la malattia significa attuare quella che è la prima e più efficace forma di terapia: la prevenzione. È consentito qualunque sport a livello amatoriale praticato con regolarità, mentre è bene che sia il medico specialista ad accordare il permesso per l’attività agonistica.
In età adulta, se la scoliosi supera i 30° è possibile che possa gradualmente peggiorare a causa di un “collasso”, cioè un cedimento in direzione delle curve, determinandone nel lungo termine un aggravamento. Lo sport, consentendo di mantenere un migliore tono muscolare, è il primo freno a questo collasso. Inoltre un fisico ben allenato non corre alcun rischio di mal di schiena, proprio come succede per chi ha la schiena allineata.
Possibili peggioramenti, tanto più probabili quanti più sono i gradi di scoliosi, non possono essere recuperati, possono solo essere prevenuti. In particolare, dagli studi più recenti, ciò che pare nuocere di più agli adulti con scoliosi è la tendenza negli anni a "cadere in avanti".
Anche questa tendenza deve essere contrastata per tempo, semplicemente monitorando che non succeda, o dando consigli per la gestione della quotidianità ed esercizi specifici se inizia a presentarsi. Una volta che la scoliosi si è aggravata in modo significativo o che il tronco si è sbilanciato molto in avanti, il recupero diventa difficile. Di solito il campanello di allarme sono i dolori, o la difficoltà a stare a lungo in piedi o camminare.
Quando la scoliosi peggiora lo sport da solo potrebbe non essere sufficiente.  Per stabilizzare la colonna e cercare di evitare la chirurgia sono utili esercizi fisioterapici specifici per la scoliosi: bisogna rivolgersi a un fisioterapista esperto in grado di preparare un piano di esercizi che comprendano un movimento complesso di correzione della curva. Il paziente deve eseguire periodicamente gli esercizi e abituarsi a ripetere questo movimento fino a riuscire a mantenerlo in modo spontaneo nella vita quotidiana.

## Scoliosi e nuoto
In passato, si riteneva che il nuoto - in quanto praticato in assenza di gravità - fosse lo sport più adatto per i soggetti scoliotici. L'evidenza scientifica non supporta l'assunto.
Geyer, in un suo articolo del 1986, affermava che, nelle scoliosi toraciche con gibbo superiore ai 10 millimetri, il nuoto è dannoso in quanto la pressione dell’acqua e la respirazione forzata determinano un meccanismo definito auto-deformante.
Tale disciplina sportiva, dunque, non “cura” la scoliosi e risulta in alcuni casi addirittura controindicata e certamente inutile ai fini del riequilibrio posturale trattandosi di attività mobilizzante e in ridotto carico gravitazionale.
In buona sostanza, il nuoto non può essere prescritto in presenza di scoliosi. Non si può creare l’illusione di una sua miracolistica efficacia poiché, al pari di qualunque altra attività sportiva, è privo di un qualsivoglia effetto rieducativo-compensativo.

## Scoliosi e tennis
Si è più volte dibattuto sul possibile ruolo patogenetico determinato dalla pratica del tennis agonistico nell'insorgenza e/o nella evoluzione di una scoliosi vera. Di fatto, il rapporto "tennis e scoliosi" non è stato affrontato in maniera chiara ed esauriente sia per i ridotti studi a disposizione sia per un diffuso scetticismo da parte dell'ambiente medico. Ad oggi, purtroppo, non è ancora ben chiaro se esiste un nesso causale.